# シュンペルク - クルノフ線
シュンペルク - クルノフ線（チェコ語;Železniční trať Šumperk–Krnov）は、チェコ国鉄の鉄道線の名称である。路線番号はイェセニーク以西が292、イェセニーク以東が318。
最初に開業したのはクルノフ～インドルジホフ間で、1872年にモラヴィア・スレスコ中央鉄道によって開業した。1875年に、グウホワズィまで延伸。一方西側は、1873年にシュンペルク～ハヌショヴィツェ間がモラヴィア国境鉄道によって開業したのが始まり。後の1888年に、ハヌショヴィツェ～グウホワズィ間がオーストリア地方鉄道によって開業し、全線開通となった。2025年度より、イェセニーク以東の路線番号が292から318に変更された。

## 運行形態

### 快速「スピェシニー(Sp)」
下記3系統が運行されている。
- ブルノ - ザーブルジェフ - イェセニーク間
2時間に1本程度運行されている。全列車が291号線に直通し、途中短絡線を経由するためブルドフには停車しない。ハヌショヴィツェ以北は、ほぼ各駅に停車し、日中運行されない普通列車の代わりにローカル輸送を担っている。
2024年度以前は、土曜日の南行1本のみブルドフ経由であった。

- シュンペルク - イェセニーク
一日1往復の運行。ボフヂーコフ、ポトゥーチニク、ノヴェー・ロシニにも停車する。
過去の運行形態
2017年以前は、上下ともオロモウツ発着で、シュンペルク以南290号線に直通していた。ポトゥーチニク・ノヴェー・ロシニ通過であった他、オロモウツ方面行に限り、ラムゾヴァーとホルニー・リポヴァーを通過していた。休日の西行は、イェセニーク発ザーブルジェフ行となり、短絡線経由で270号線に直通していた。また、「ブラドロ」の愛称名がついていた。
2017年末より、上下とも、ラムゾヴァーとホルニー・リポヴァー停車となった。
2018年末より、休日のザーブルジェフ行がブルドフ経由となり、ブルドフへの停車を開始した。
2019年末より、オロモウツ直通が平日の南行のみとなった。休日の南行はシュンペルク行に短縮された。上下ともポトゥーチニク、ノヴェー・ロシニ停車となった。また愛称無しに変更となった。
2021年末より、平日の南行も290号線への直通を取りやめた。

- イェセニーク～クルノフ間
一日4往復の運行で、4時間間隔での運行。イェセニークで、ザーブルジェフ方面の快速と12～20分の接続だが、うち1往復は快速と接続せず、直接リポヴァー・ラーズニェまで乗り入れる。イェセニーク～インドルジホフ間は普通列車が殆ど運行されないので、ほぼ各駅に停車する。
2020年以前は、リンハルトヴィとクラースネー・ロウチキを通過していた。

### 普通
区間毎に系統が分かれる。なお、チェコ・ポーランドの国境を越えるミクロヴィツェ～インドルジホフ間には運行されていない。
- シュンペルク～イェセニーク間

シュンペルク～ハヌショヴィツェ間は、2時間に1本運行される。うち、一日あたり平日7往復、休日2.5往復がリポヴァー・ラーズニェまたはイェセニークまで乗り入れる。
- (ヤヴォルニーク → ) イェセニーク～ミクロヴィツェ～ズラテー・ホリ間
休日のみ、一日1往復の運行。297号線と直通する。
2022-24年度に限り、イェセニーク方面の列車が、295号線のヤヴォルニーク方面に直通していなかった。2021年度以前はイェセニーク - リポヴァー・ラーズニェ間で快速に併結されていた。2024年度以前は、西行がリポヴァー・ラーズニェまで直通し、リポヴァー・ラーズニェ停留所を通過していた。

- インドルジホフ～クルノフ間
一日あたり、平日7往復、休日4往復の運行。
2020年以前は、一部がリンハルトヴィとクラースネー・ロウチキを通過していた。

### 過去の運行種別
- 特急「リフリーク(R)」
快速のうち、ブルノまたはザーブルジェフ発着便の大半は元々特急であったが、2015年12月以降、快速に格下げされた。

## 駅一覧
以下では、チェコ国鉄292号線の駅と営業キロ、停車列車、接続路線などを一覧表で示す。
- 種別
  - Sp：快速
  - Os：普通
- 停車駅
  - ■印：全列車停車
  - ●印：大部分停車、一部通過
  - ○印：一部停車、大部分通過
  - ｜印：全列車通過

| 路線名 | 駅名                               | 駅間営業キロ | 累計営業キロ            | 累計営業キロ              | 累計営業キロ            | Sp | Os | 接続路線                                                       | 所在地                 | 所在地         |
| ------ | ---------------------------------- | ------------ | ----------------------- | ------------------------- | ----------------------- | -- | -- | -------------------------------------------------------------- | ---------------------- | -------------- |
| 291    | シュンペルク駅                     | -            | シテルンベルクから 43.8 | ハヌショヴィツェから 26.3 |                         | ■  | ■  | 290号線（オロモウツ方面）、291号線（コウティ方面）             | オロモウツ州           | シュンペルク郡 |
| 291    | ブルドフ駅                         | 5.2          | 49.0                    | 21.1                      |                         | ■  | ■  | 291号線（ネザミスリツェ方面）                                  | オロモウツ州           | シュンペルク郡 |
| 292    | ブルドフ・ラーズニェ駅             | 3.6          | 52.6                    | 17.5                      |                         | ｜ | ■  |                                                                | オロモウツ州           | シュンペルク郡 |
| 292    | ボフチーン駅                       | 2.5          | 55.1                    | 15.0                      |                         | ｜ | ■  |                                                                | オロモウツ州           | シュンペルク郡 |
| 292    | バルトニョフ駅                     | 2.1          | 57.2                    | 12.9                      |                         | ｜ | ■  |                                                                | オロモウツ州           | シュンペルク郡 |
| 292    | ルダ・ナド・モラヴォウ駅           | 2.1          | 59.3                    | 10.8                      |                         | ■  | ■  |                                                                | オロモウツ州           | シュンペルク郡 |
| 292    | コムニャートカ駅                   | 3.0          | 62.3                    | 7.8                       |                         | ｜ | ■  |                                                                | オロモウツ州           | シュンペルク郡 |
| 292    | ボフヂーコフ駅                     | 2.1          | 64.4                    | 5.7                       |                         | ○  | ■  |                                                                | オロモウツ州           | シュンペルク郡 |
| 292    | ラシコフ駅                         | 1.8          | 66.2                    | 3.9                       |                         | ｜ | ■  |                                                                | オロモウツ州           | シュンペルク郡 |
| 292    | ハヌショヴィツェ・ホルバ駅         | 2.3          | 68.5                    | 1.6                       |                         | ｜ | ■  |                                                                | オロモウツ州           | シュンペルク郡 |
| 292    | ハヌショヴィツェ駅                 | 1.6          | 70.1                    | 0.0                       |                         | ■  | ■  | 024号線（ウースチー方面）、294号線（スタレー・ムニェスト方面） | オロモウツ州           | シュンペルク郡 |
| 292    | ポトゥーチニク駅                   | 3.2          |                         | 3.2                       |                         | ○  | ■  |                                                                | オロモウツ州           | シュンペルク郡 |
| 292    | インドルジホフ・ナ・モラヴェ駅     | 3.1          |                         | 6.3                       |                         | ■  | ■  |                                                                | オロモウツ州           | シュンペルク郡 |
| 292    | ノヴェー・ロシニ駅                 | 2.5          |                         | 8.8                       |                         | ○  | ■  |                                                                | オロモウツ州           | シュンペルク郡 |
| 292    | ブランナー駅                       | 3.6          |                         | 12.4                      |                         | ■  | ■  |                                                                | オロモウツ州           | シュンペルク郡 |
| 292    | オストルジナー駅                   | 5.7          |                         | 18.1                      |                         | ■  | ■  |                                                                | オロモウツ州           | イェセニーク郡 |
| 292    | ラムゾヴァー駅                     | 2.0          |                         | 20.1                      |                         | ■  | ■  |                                                                | オロモウツ州           | イェセニーク郡 |
| 292    | ホルニー・リポヴァー駅             | 6.4          |                         | 26.5                      |                         | ■  | ■  |                                                                | オロモウツ州           | イェセニーク郡 |
| 292    | リポヴァー・ラーズニェ駅           | 4.6          |                         | 31.1                      |                         | ■  | ■  | 295号線                                                        | オロモウツ州           | イェセニーク郡 |
| 292    | リポヴァー・ラーズニェ停留所       | 2.2          |                         | 33.3                      |                         | ○  | ■  |                                                                | オロモウツ州           | イェセニーク郡 |
| 292    | イェセニーク駅                     | 2.4          |                         | 35.7                      |                         | ■  | ■  |                                                                | オロモウツ州           | イェセニーク郡 |
| 318    | チェスカー・ヴェス駅               | 3.4          |                         | 39.1                      |                         | ｜ | ■  |                                                                | オロモウツ州           | イェセニーク郡 |
| 318    | チェスカー・ヴェス・バーゼン駅     | 1.2          |                         | 40.3                      |                         | ■  | ■  |                                                                | オロモウツ州           | イェセニーク郡 |
| 318    | ピーセチナー駅                     | 3.4          |                         | 43.7                      |                         | ■  | ■  |                                                                | オロモウツ州           | イェセニーク郡 |
| 318    | フラデツ・ノヴァー・ヴェス駅       | 1.3          |                         | 45.0                      |                         | ■  | ■  |                                                                | オロモウツ州           | イェセニーク郡 |
| 318    | ミクロヴィツェ駅                   | 3.9          |                         | 48.9                      |                         | ■  | ■  | ズラテー・ホリ方面                                             | オロモウツ州           | イェセニーク郡 |
| 318    | グウホワズィ駅                     | 8.2          |                         | 57.1                      |                         | ■  |    | ポーランド国鉄297号線                                          | オポーレ県             | ニサ郡         |
| 318    | インドルジホフ・ヴェ・スレスク駅   | 15.3         |                         | 72.4                      | クルノフ分岐点から 21.6 | ■  | ■  |                                                                | モラヴィア・スレスコ州 | ブルンタール郡 |
| 318    | トルジェメシナー・ヴェ・スレスク駅 | 6.3          |                         | 78.7                      | 15.3                    | ■  | ■  | 319号線（オソブラハ方面）                                      | モラヴィア・スレスコ州 | ブルンタール郡 |
| 318    | ムニェスト・アルブレヒチチェ駅     | 3.7          |                         | 82.0                      | 11.6                    | ■  | ■  |                                                                | モラヴィア・スレスコ州 | ブルンタール郡 |
| 318    | リンハルトヴィ駅                   | 4.5          |                         | 86.5                      | 7.1                     | ■  | ■  |                                                                | モラヴィア・スレスコ州 | ブルンタール郡 |
| 318    | クラースネー・ロウチキ駅           | 2.2          |                         | 88.7                      | 4.9                     | ■  | ■  |                                                                | モラヴィア・スレスコ州 | ブルンタール郡 |
| 318    | クルノフ駅                         | 5.6          |                         | 94.3                      | -0.7                    | ■  | ■  | 310号線                                                        | モラヴィア・スレスコ州 | ブルンタール郡 |